# Dead Zone: The Grateful Dead CD Collection (1977–1987)
Dead Zone: The Grateful Dead CD Collection (1977–1987) je soubor šesti CD skupiny Grateful Dead. Obsahuje studiová i koncertní alba, původně vydaná v letech 1977-1987 u Arista Records. Před rokem 1977 skupina svá alba vydávala u svého vlastního vydavatelství, u Grateful Dead Records. Box set zahrnuje alba: Terrapin Station, Shakedown Street, Go to Heaven, Reckoning, Dead Set a In the Dark. Soubor neobsahuje žádné nové nahrávky.

## Sestava
- Jerry Garcia - kytara, zpěv
- Bob Weir - kytara, zpěv
- Brent Mydland - klávesy, zpěv
- Keith Godchaux - klávesy, zpěv
- Donna Jean Godchaux - zpěv
- Phil Lesh - baskytara
- Bill Kreutzmann - bicí
- Mickey Hart - bicí